# Giacomo Rizzolatti
Giacomo Rizzolatti (Kiev, 28 aprile 1937) è un neuroscienziato italiano.
Il suo nome è legato alla scoperta dei neuroni specchio.

## Biografia
Nello stesso anno della nascita viene espulso dall'Unione Sovietica con i genitori e gli altri componenti della famiglia Rizzolatti, in quanto straniero. Una normativa introdotta in epoca fascista impone che il rimpatrio avvenga in Friuli, a Clauzetto, in quanto paese di origine del bisnonno di Giacomo, emigrato a Kiev verso la fine dell'Ottocento. Si è quindi diplomato presso il Liceo Classico Jacopo Stellini di Udine e nel 1961 si è laureato in medicina e chirurgia all'Università degli Studi di Padova, dove ha anche ottenuto nel 1964 la specializzazione in neurologia.
Dopo tre anni passati presso l'Istituto di fisiologia dell'Università di Pisa, diretto da Giuseppe Moruzzi (e di cui è stato allievo), nel 1967 è assistente e successivamente ordinario di Fisiologia Umana all'Università degli Studi di Parma; dal 2002 è quindi direttore del dipartimento di neuroscienze della stessa università. Dal 2012, insegna Basi neurofisiologiche delle funzioni cognitive presso la facoltà di filosofia dell'Università Vita-Salute San Raffaele di Milano.
Ha trascorso periodi di studio e di ricerca presso il dipartimento di psicologia della Università McMaster e, come visiting professor, presso il dipartimento di anatomia dell'Università della Pennsylvania.
Dal 1985 al 1986 è stato presidente della European Brain Behavior Society.
È il coordinatore del gruppo di scienziati che nel 1992, nell'ambito della psicologia evoluzionista, ha scoperto l'esistenza dei neuroni specchio, cellule motorie del cervello che si attivano sia durante l'esecuzione di movimenti finalizzati sia osservando simili movimenti eseguiti da altri individui, scoperta che tra l'altro individuerà le prime basi fisiologiche dell'empatia. Nel 1995 scoprono la risonanza motoria nell'uomo.
Tra i maggiori neuroscienziati a livello internazionale, è membro dell'Academia Europæa, dell'Accademia Nazionale dei Lincei, dell'American Academy of Arts and Sciences e dell'Accademia francese delle scienze dell'Institut de France. È membro onorario della Società Italiana di Neuroscienze di cui è stato presidente. È stato eletto Foreign Member della Royal Society nel 2021.

## Riconoscimenti
Nel 1982 gli viene conferito il Premio Golgi per la Fisiologia dell'Accademia Nazionale dei Lincei.
Nel 1999 gli è stato assegnato il Premio Feltrinelli per la Medicina dell'Accademia Nazionale dei Lincei e il George Miller Award della Cognitive Neuroscience Society.
Nel 2005 gli è stato assegnato il Premio Herlitzka per la Fisiologia dell'Accademia delle Scienze di Torino.
Rizzolatti, insieme a Leonardo Fogassi e Vittorio Gallese, ha ricevuto nel 2007 il Grawemeyer Award per la psicologia dell'Università di Louisville.
Nel 2010 ha ricevuto il Prix Jean-Louis Signoret in neuropsicologia dalla Fondazione IPSEN.
Ha ricevuto la laurea honoris causa dall'Università Claude Bernard di Lione e dall'Università statale di San Pietroburgo.
Nel 2011 il Corriere della Sera, in occasione del 150º anniversario dell'Unità d'Italia, ha incluso le scoperte di Rizzolatti tra le 10, prodotte dal genio degli scienziati italiani, da ricordare nella storia d'Italia.
Il 25 maggio dello stesso anno, in Spagna gli è stato conferito il Premio Principe delle Asturie insieme a Joseph Altman e a Arturo Álvarez-Buylla per la ricerca scientifica e tecnica.
Il 1º maggio 2014 gli viene conferito il Premio Brain, premio assegnato dalla fondazione Grete Lundbeck European Brain Research Foundation di Copenaghen, con la motivazione: "per la ricerca pionieristica sui meccanismi cerebrali che sottendono alle funzioni umane complesse come l'alfabetizzazione, l'abilità di calcolo, cognizione e comportamento, e gli sforzi di comprensione dei disturbi cognitivi e comportamentali".
Nel 2015 ha ricevuto la laurea honoris causa dall'Università degli Studi di Sassari.
È stato eletto Foreign Member della Royal Society nel 2021.

## Opere principali
- So quel che fai. Il cervello che agisce e i neuroni specchio (con Corrado Sinigaglia), Milano, Raffaello Cortina Editore, 2006. ISBN 978-88-6030-002-7
- Nella mente degli altri. Neuroni specchio e comportamento sociale (con Lisa Vozza), Bologna, Zanichelli editore, 2007. ISBN 978-88-0806671-8
- In te mi specchio. Per una scienza dell'empatia (con Antonio Gnoli), Milano, Rizzoli, 2016. ISBN 978-88-170-8055-2
- Sei tu il mio io. Conversazione sui neuroni specchio (con Antonio Gnoli), Bellinzona (CH), Edizioni Casagrande, 2017. ISBN 978-88-771-3761-6
- Specchi nel cervello. Come comprendiamo gli altri dall'interno (con Corrado Sinigaglia), Milano, Raffaello Cortina Editore, 2019. ISBN 978-88-3285-077-2